# Hedenäset
Hedenäset – miejscowość (tätort) w Szwecji, w regionie administracyjnym (län) Norrbotten, w gminie Övertorneå.
Według danych Szwedzkiego Urzędu Statystycznego liczba ludności wyniosła: 243 (31 grudnia 2015), 222 (31 grudnia 2018) i 224 (31 grudnia 2019).